# Egbert (voornaam)
Egbert is een jongensnaam. De voornaam is een tweestammige Germaanse naam, met ongeveer de betekenis van "schitterend, glanzend zwaard" (samengesteld uit: Eg = zwaard en Bert = glanzend, stralend, schitterend).

## Angelsaksische personen met de voornaam Egbert of Ecgberth
- Sint-Egbert van Rathmelsigi, heilige abt, leraar van Willibrord
- Ecgberht van York, aartsbisschop van York (732-766)
- Ecgbert II van Kent, koning van Kent (overleden tussen 779 en 784)
- Egbert van Wessex, koning van Wessex en bretwalda (802-839)
- Egbert van Lindisfarne, bisschop van Lindisfarne (803-821)
- Egbert van Trier, bisschop van Trier uit de 9e eeuw

## Andere personen met de voornaam Egbert
- Egbert Douwe, de artiestennaam van Rob Out
- Egbert von Frankenberg und Proschlitz, een Oost-Duitse politicus
- Egbert van Hoepen, een Nederlandse schipper van een reddingsboot
- Egbert Bartolomeusz Kortenaer, een Nederlandse admiraal
- Egbert I van Meißen, graaf in Friesland
- Egbert II van Meißen, graaf in Friesland, zoon van Egbert I
- Egbert van 't Oever, een Nederlandse schaatstrainer
- Egbert van Paridon, een Nederlandse acteur en regisseur
- Egbert Streuer, een Nederlandse zijspancoureur